# Корінь життя
«Корінь життя» (рум. «Rădăcinile viaţii») — радянський художній фільм 1977 року, знятий на кіностудії «Молдова-фільм».

## Сюжет
Захоплений ідеєю створення промислового міжколгоспного саду, вчений Андрій Барбу перериває свою роботу в інституті і переїжджає в район…

## У ролях
- Володимир Івашов — Андрій Барбу
- Клара Лучко — Олександра Тінке
- В'ячеслав Шалевич — Іван Жосу
- Міхай Волонтір — Лук'ян Батир, голова колгоспу
- Наталія Ричагова — Настя
- Михайло Міліков — Васіле
- Світлана Тома — Грета
- Світлана Світлична — Сабіна
- Ольга Ільїна — Семенчук
- Віктор Соцкі-Войніческу — Дан
- Юрій Кузьменко — Савва Виблов
- Борис Миронюк — Фроня
- Костянтин Константинов — Філімон
- Віктор Чутак — Туркан
- Володимир Корецький — голова колгоспу
- Афанасій Тришкін — Іон Захарія
- Антоніна Бушкова — колгоспниця
- Борис Чунаєв — голова колгоспу
- Володимир Ширяєв — учасник наради

## Знімальна група
- Режисер-постановник — Микола Гібу
- Сценарист — Анатолій Горло
- Оператор-постановник — Євген Філіппов
- Композитор — Еуженіу Дога
- Художники-постановники — Михайло Антонян, Федір Лупашко